# Paulinów (województwo wielkopolskie)
Paulinów – wieś w Polsce położona w województwie wielkopolskim, w powiecie tureckim, w gminie Przykona.
W latach 1975–1998 miejscowość położona była w województwie konińskim.